# كوبا أمريكا تحت 20 سنة 1958
كوبا أمريكا تحت 20 سنة 1958 (بالإسبانية: Campeonato Sudamericano Sub-20 de 1958)‏ هو الموسم 2 من كوبا أمريكا تحت 20 سنة. أشرف على تنظيمه كونميبول، وكان عدد الأندية المشاركة فيه 6، وفاز فيه منتخب الأوروغواي تحت 20 سنة لكرة القدم.